# 爆裂火口

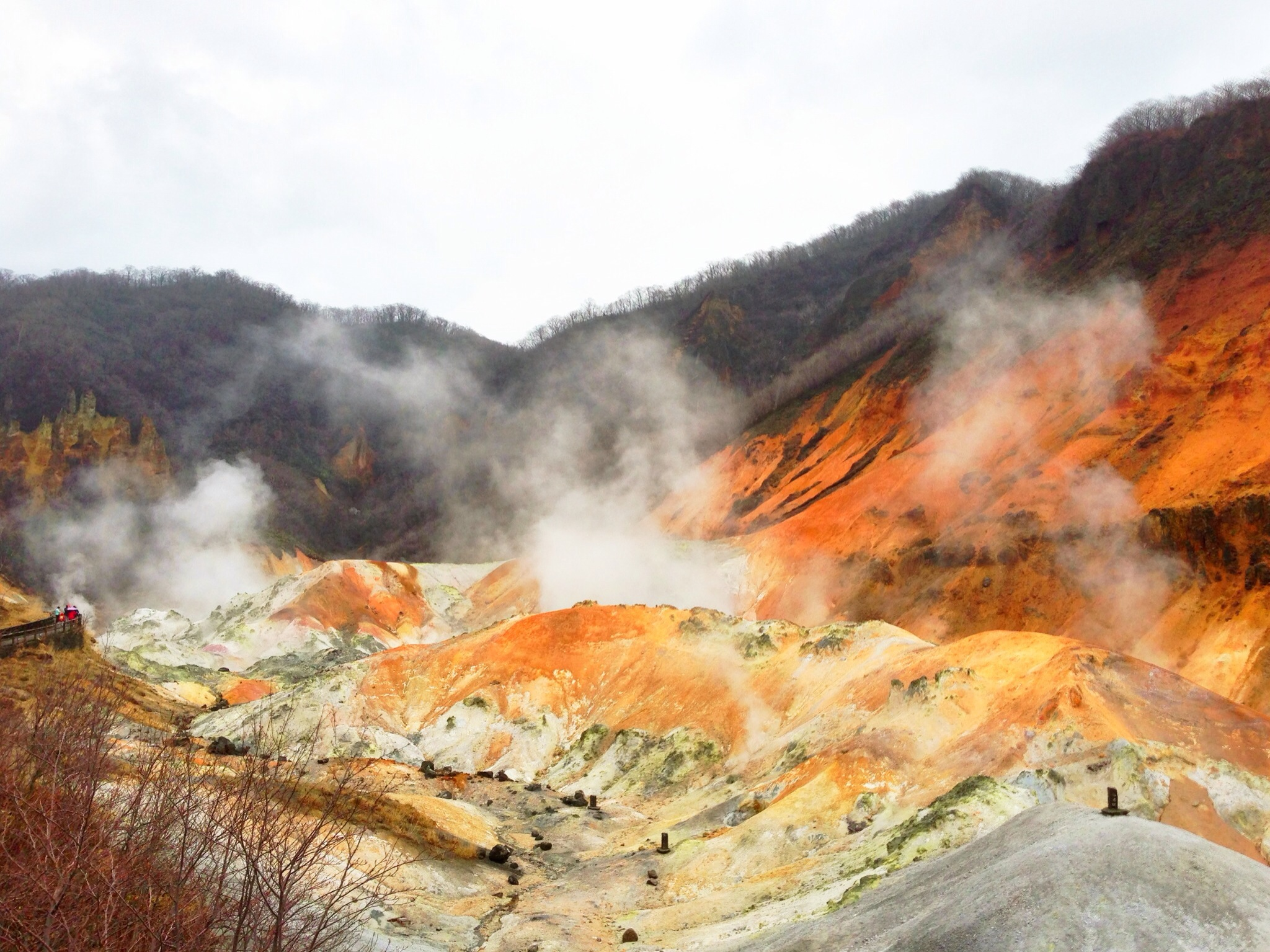
1万年前にできた爆裂火口跡の地獄谷

爆裂火口（ばくれつかこう、英: explosion crater）は火砕丘を持たない火口地形。爆発火口ともいう。
火砕丘を持たないため、地面がえぐられたような形状をしている。火山噴出物の少ない水蒸気爆発などで形成され、まわりに火山礫が堆積・成長すると火砕丘になり、逆に噴火で火口底が地下水面より低くなり水が溜まるとマールになる。